# Re-sublimity
《Re-sublimity》(리 서브리머티)란 KOTOKO의 메이저 2번째 싱글을 말한다.

## 개요
- 제네온 엔터테인먼트에서 2004년 11월 17일에 초회한정판과 통상판 2종류를 발매했다.
- 초회한정판에는 《Re-sublimity》의 프로모션 비디오와 《신무월의 무녀》의 프로모션 비디오를 수록한 DVD가 동봉되어 있다.
- 현재, 초회한정판은 유통이 중단되어 구하기 어렵다. 통상판은 현재까지 유통중.
- KOTOKO의 2번째 앨범 〈유리의 미풍〉에 《Re-sublimity》가 수록되어 있다.
- 일본어로 읽으면 (リ・サブリミティ 리 사브리미티[*])가 되지만 가타가나, 일본어 읽기 정식 표기법은 リ・サブリマティ 리 사브리마티[*])이다. 이는 정확한 발음에 따른 것으로 원 발음이 "마"쪽에 가까운 것에서 그렇게 된 것. 라디오 방송 등지에서 이 곡을 소개할 때 에도 〈리 사브리마티〉로 소개한다. 이와 관련해 2번째 곡의 agony도 〈アゴニー 아고니[*]〉로 읽지 않고 くアガニー 아가니[*]〉로 읽는다.

## 수록곡
1. Re-sublimity
작사 : KOTOKO/작곡・편곡 : 다카세 가즈야
  - 텔레비전 애니메이션 《신무월의 무녀》 오프닝 테마
2. agony
작사 : KOTOKO/작곡・편곡 : 나카자와 도모유키
  - 텔레비전 애니메이션 《신무월의 무녀》 엔딩 테마
3. Suppuration -core-
작사 : KOTOKO/작곡・편곡 : 다카세 가즈야
  - 텔레비전 애니메이션 《신무월의 무녀》삽입곡
4. Re-sublimity (Karaoke ver.)
5. agony (Karaoke ver.)